# Deniz Öncü

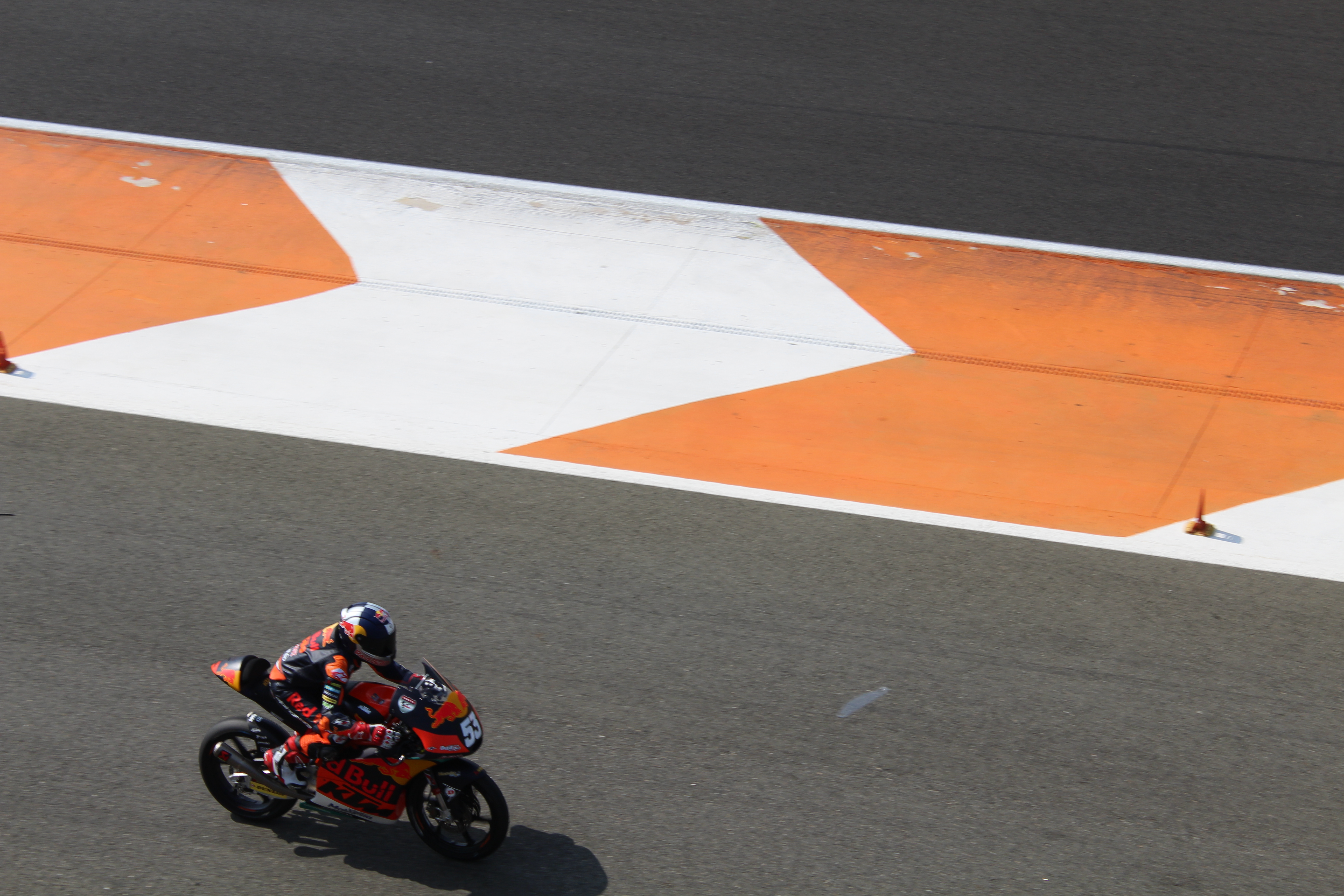
Deniz Öncü op het Circuit Ricardo Tormo Valencia in 2018.

Deniz Öncü (Alanya, 26 juli 2003) is een Turks motorcoureur. Zijn tweelingbroer Can Öncü is eveneens motorcoureur.

## Carrière
Öncü begon zijn motorsportcarrière in 2011. Hij nam deel aan nationale en internationale kampioenschappen en won in 2015 de 85cc-klasse van zowel het Turkse als het Europese Supermoto-kampioenschap. In 2016 stapte hij over naar de Asia Talent Cup, waarin hij op een Honda reed. Met een podiumplaats op het Sepang International Circuit werd hij met 72 punten tiende, een positie achter zijn broer Can. In 2017 bleef hij actief in de klasse en won hij de eerste twee races op het Chang International Circuit. In de rest van het seizoen behaalde hij nog drie podiumplaatsen en werd zo met 156 gekroond tot kampioen in de klasse. Dat jaar debuteerde hij ook in de FIM MotoGP Rookies Cup. Hij won twee races op de Sachsenring en het Automotodrom Brno en werd met 135 punten vierde, achter Kazuki Masaki, Aleix Viu en Can.
In 2018 reed Öncü een tweede seizoen in de FIM MotoGP Rookies Cup. Hij behaalde drie overwinningen: twee op het Motorland Aragón en een op de Sachsenring. Daarnaast behaalde hij nog twee podiumplaatsen. Met 192 punten werd hij achter Can tweede in het eindklassement. Dat jaar debuteerde hij in het Spaanse Moto3-kampioenschap, waarin hij samen met zijn broer voor het team Red Bull KTM Ajo uitkwam. Zijn beste race-uitslag was een zesde plaats op het Circuito Permanente de Jerez en hij werd met 39 punten veertiende in de eindstand. In 2019 bleef hij actief in het kampioenschap. Hij behaalde een pole position op het Circuit de Barcelona-Catalunya, maar zijn beste klassering tijdens de races was een vierde plaats op Jerez. Met 46 punten verbeterde hij zichzelf naar de twaalfde plaats. Dat jaar debuteerde hij tevens in de Moto3-klasse van het wereldkampioenschap wegrace voor Ajo op een KTM. Als wildcardcoureur nam hij deel aan de races in Tsjechië en Oostenrijk. Later dat jaar reed hij nog drie races voor het team als vervanger van zijn geblesseerde broer. Een zestiende plaats in San Marino was zijn beste resultaat, waardoor hij puntloos op plaats 35 in het klassement eindigde.
In 2020 nam Öncü deel aan zijn eerste volledige seizoen in het WK Moto3 voor het team Red Bull KTM Tech3. Hij kende een redelijk debuutjaar met een zesde plaats in Valencia als beste resultaat. Met 50 punten werd hij zeventiende in de eindstand. In 2021 behaalde hij drie podiumfinishes in Catalonië, Oostenrijk en Aragón en startte hij in Stiermarken vanaf pole position. Tegen het eind van het seizoen werd hij voor twee races geschorst vanwege zijn aandeel in een ongeluk tijdens de Grand Prix van de Amerika's. Hij reed tegen het voorwiel van Jeremy Alcoba aan, die ten val kwam. Zijn motorfiets werd vervolgens aangereden door Andrea Migno en Pedro Acosta. Alle rijders kwamen op hoge snelheid ten val, maar liepen geen blessures op. Tijdens zijn schorsing werd Öncü vervangen door Daniel Holgado. Hij werd uiteindelijk elfde in de eindstand met 95 punten.
In 2022 behaalde Öncü WK-punten in negentien van de twintig races. Hij behaalde pole positions in Portugal, Italië en San Marino en podiumplaatsen in Groot-Brittannië, Australië en Valencia. Met 200 punten eindigde hij als vijfde in het klassement. In 2023 keerde hij terug naar het team van Ajo en startte hij in Spanje en Italië vanaf pole position. In Italië lag hij lange tijd aan de leiding, maar werd hij enkele meters voor de finish ingehaald door Holgado. In de daaropvolgende race in Duitsland behaalde hij zijn eerste Grand Prix-overwinning.

## Statistieken

### Grand Prix

#### Per seizoen
| Seizoen | Klasse | Motor  | Team               | Races | Winst | Podiums | Poles | SR | Ptn | Pos |
| ------- | ------ | ------ | ------------------ | ----- | ----- | ------- | ----- | -- | --- | --- |
| 2019    | Moto3  | KTM    | Red Bull KTM Ajo   | 5     | 0     | 0       | 0     | 0  | 0   | 35e |
| 2020    | Moto3  | KTM    | Red Bull KTM Tech3 | 15    | 0     | 0       | 0     | 0  | 50  | 17e |
| 2021    | Moto3  | KTM    | Red Bull KTM Tech3 | 16    | 0     | 3       | 1     | 0  | 95  | 11e |
| 2022    | Moto3  | KTM    | Red Bull KTM Tech3 | 20    | 0     | 3       | 3     | 4  | 200 | 5e  |
| 2023    | Moto3  | KTM    | Red Bull KTM Ajo   | 20    | 3     | 7       | 3     | 3  | 223 | 4e  |
| 2024    | Moto2  | Kalex  | Red Bull KTM Ajo   | 17    | 0     | 1       | 0     | 0  | 49  | 20e |
| 2025*   | Moto2  | Kalex  | Red Bull KTM Ajo   | 12    | 2     | 3       | 0     | 0  | 100 | 7e  |
| Totaal  | Totaal | Totaal | Totaal             | 105   | 5     | 17      | 7     | 7  | 717 |     |

#### Per klasse
| Klasse | Seizoenen  | 1e GP         | 1e podium      | 1e winst       | Races | Winst | Podiums | Poles | SR | Ptn | Kampioen |
| ------ | ---------- | ------------- | -------------- | -------------- | ----- | ----- | ------- | ----- | -- | --- | -------- |
| Moto3  | 2019-2023  | Tsjechië 2019 | Catalonië 2021 | Duitsland 2023 | 76    | 3     | 13      | 7     | 7  | 568 | 0        |
| Moto2  | 2024-heden | Qatar 2024    | Aragón 2024    | Aragón 2025    | 29    | 2     | 4       | 0     | 0  | 149 | 0        |
| Totaal | 2019-heden | 2019-heden    | 2019-heden     | 2019-heden     | 105   | 5     | 17      | 7     | 7  | 717 | 0        |

#### Races per jaar
(vetgedrukt betekent pole positie; cursief betekent snelste ronde)
| Jaar | Klasse | Motor | 1      | 2      | 3       | 4      | 5      | 6       | 7      | 8      | 9       | 10      | 11     | 12     | 13     | 14      | 15     | 16     | 17     | 18     | 19     | 20     | 21  | 22  | Pos | Ptn  |
| ---- | ------ | ----- | ------ | ------ | ------- | ------ | ------ | ------- | ------ | ------ | ------- | ------- | ------ | ------ | ------ | ------- | ------ | ------ | ------ | ------ | ------ | ------ | --- | --- | --- | ---- |
| 2019 | Moto3  | KTM   | QAT    | ARG    | AME     | SPA    | FRA    | ITA     | CAT    | NED    | DUI     | TSJ 18  | OOS 17 | GBR    | SMR 16 | ARA 24  | THA 19 | JPN    | AUS    | MAL    | VAL    |        |     |     | 35  | 0    |
| 2020 | Moto3  | KTM   | QAT 12 | SPA 25 | AND DNF | TSJ 15 | OOS 8  | STI DNF | SMR 16 | EMI 7  | CAT DNF | FRA 22  | ARA 15 | TER 7  | EUR 14 | VAL 6   | POR 10 |        |        |        |        |        |     |     | 17  | 50   |
| 2021 | Moto3  | KTM   | QAT 20 | DOH 18 | POR 15  | SPA 20 | FRA 9  | ITA DNF | CAT 3  | DUI 16 | NED 15  | STI 21  | OOS 2  | GBR 8  | ARA 2  | SMR 21  | AME 5  | EMI    | ALG    | VAL 5  |        |        |     |     | 11  | 95   |
| 2022 | Moto3  | KTM   | QAT 4  | INA 5  | ARG 14  | AME 5  | POR 4  | SPA 4   | FRA 9  | ITA 15 | CAT 5   | DUI 7   | NED 9  | GBR 3  | OOS 4  | SMR 4   | ARA 4  | JPN 15 | THA 17 | AUS 2  | MAL 10 | VAL 2  |     |     | 5   | 200  |
| 2023 | Moto3  | KTM   | POR 10 | ARG 24 | AME 6   | SPA 9  | FRA 6  | ITA 2   | DUI 1  | NED 3  | GBR 11  | OOS 1   | CAT 11 | SMR 3  | IND 14 | JPN DNF | INA 8  | AUS 1  | THA 5  | MAL 11 | QAT 3  | VAL 5  |     |     | 4   | 223  |
| 2024 | Moto2  | Kalex | QAT 15 | POR 20 | AME 22  | SPA 14 | FRA 18 | CAT 19  | ITA 13 | NED    | DUI     | GBR     | OOS 11 | ARA 3  | SMR 19 | EMI DNF | INA 9  | JPN 17 | AUS 21 | THA 10 | MAL 7  | SOL 21 |     |     | 20  | 49   |
| 2025 | Moto2  | Kalex | THA 12 | ARG 14 | AME DNF | QAT 2  | SPA 5  | FRA 17  | GBR 19 | ARA 1  | ITA 6   | NED DNF | DUI 1  | TSJ 13 | OOS    | HON     | CAT    | SMR    | JPN    | INA    | AUS    | MAL    | POR | VAL | 7*  | 100* |

* Seizoen nog bezig.